# گواهی فوت

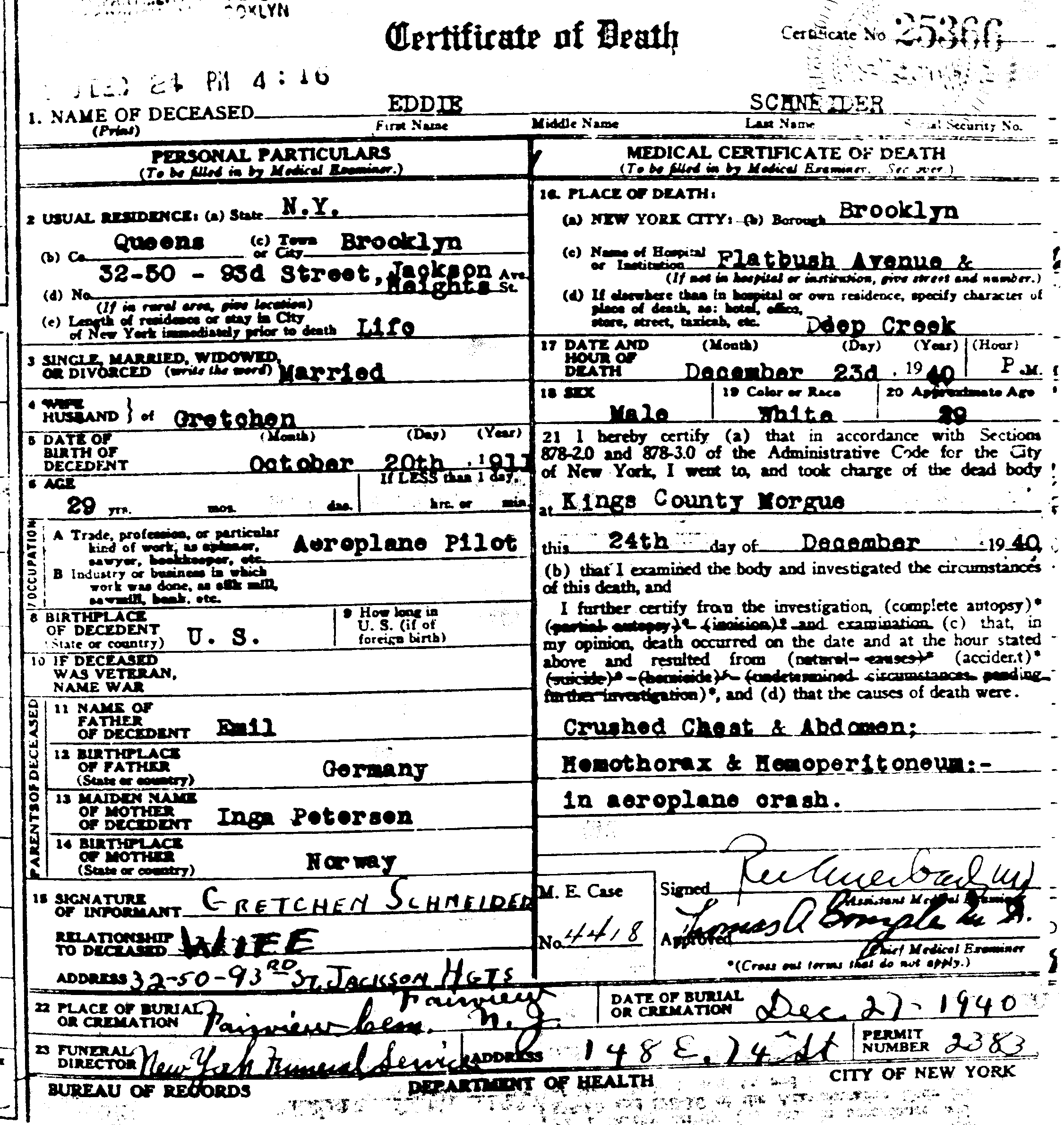
گواهی فوت اِدی آگوست اِشنایدر (۱۹۱۱–۱۹۴۰) که در نیویورک صادر شده است.

گواهی فوت را گاهی پزشکان به منظور مشخص کردن وضعیت مرگ بیمار صادر می‌کنند. بر اساس ماده ۲۲ قانون ثبت احوال در ایران، وفات هر شهروند ایرانی یا غیر ایرانی باید به اداره ثبت احوال این کشور اعلام گردد. اداره ثبت احوال برای اخذ گواهی فوت، موارد ذیل را عنوان کرده‌است:
- نزدیکترین خویشاوند متوفی یا هر شخصی که در موقع وفات حاضر بوده است با ارائه مدرک شناسائی
- مأموران انتظامی متصدی یا صاحب مکانی که وفات در آن رخ داده است
- متصدیان گورستان‌ها
- مقامات قضایی و نظامی
- گروه‌های امدادی

## مراحل صدور گواهی فوت در ایران
مراحل صدور گواهی فوت در ایران، به شرح ذیل است:
- ارائه مدارک مورد نیاز به اداره ثبت احوال
- بررسی صحت و اصالت مدارک
- تنظیم سند فوت
- ابطال شناسنامه متوفی
- صدور گواهی فوت